# آستین‌تاون (اوهایو)
آستین‌تاون (به انگلیسی: Austintown) یک منطقهٔ مسکونی در ایالات متحده آمریکا است که در شهرستان ماهونینگ، اوهایو واقع شده‌است. آستین‌تاون ۳۰٫۲ کیلومتر مربع مساحت و ۲۹٬۶۷۷ نفر جمعیت دارد و ۳۴۴ متر بالاتر از سطح دریا واقع شده‌است.